# Evolvulus vimineus
Evolvulus vimineus är en vindeväxtart som beskrevs av V. Ooststr. Evolvulus vimineus ingår i släktet Evolvulus och familjen vindeväxter. Inga underarter finns listade i Catalogue of Life.